# Zaporoška Republika
Zaporoška Republika ili Kozačka Republika (ukr. Військо Запорозьке), ponegdje zapisana u političkom smislu kao Hetmanska država (ukr. Гетьманщина) je ukrajinska kozačka republika koja je nastala 1649. na prostoru današnje središnje Ukrajine i manjih zapadnih dijelova Ruske Federacije, prostoru koji se prethodno nalazio pod vlašću Poljsko-Litavske Unije.
Zaporoška Republika je nastala nakon ustanka ukrajinskih kozaka pod zapovjedništvom hetmana Bogdana Hmeljnickog i održala se s postupnim gubitkom autonomije sve do 1775. godine, nakon čega je posve integrirana u Rusko Carstvo. Prvi hetman Zaporoške Republike bio je ukrajinski plemić Bogdan Hmeljnicki koji je vladao od njezinog osnutka pa do 1657. godine.

## Gubitak autonomije
Zaporoška Republika je počela gubiti svoju teško stečenu autonomiju već 1654. nakon potpisivanja Perejaslavskog sporazuma između Ukrajinaca i Rusa, odnosno između Zaporoške Republike sa središtem u Čyhyrynu i Moskovske Države sa središtem u Moskvi. Nakon Andrusovskog sporazuma 1667. Rusi su u dogovoru s Poljacima podijelili vlast nad teritorijem Zaporoške Republike, što je podijelilo ukrajinsku neovisnu politiku.
Zaporoška Republika je pod vanjskim pritiscima krajem 17. stoljeća bila podjeljena između propoljske i proruske struje. Oni Ukrajinci koji su naginjali desnoj obali Dnjepra imali su neovisnu europsku viziju države, dok su oni koji su naginjali lijevoj obali Dnjepra imali pravoslavnu autonomnu viziju države u zajednici s autokratskom Moskovskom Državom. U međuvremenu je na istom prostoru formirana još jedna ukrajinska država odnosno Velika kneževina Ruska u kojoj se posebno isticao hetman Ivan Vihovskij. 
Godine 1764. ruska carica Katarina II. je posve ukinula autonomiju Zaporoške Republike odnosno ukrajinskog Hetmanata, a rad ukrajinskog političko-društvenog vijeća (danas Vrhovne Rade) je posve zabranjen. Političku ulogu u tadašnjoj Ukrajini preuzima Maloruski kolegij pod direktnom upravom ruske carice.

## Kultura i prosvjeta
Najviši stupanj ukrajinskog kulturnog razvoja Zaporoška Republika je doživjela tijekom perioda vladavine hetmana Ivana Mazepe. Posjetitelji iz najobrazovanijih europskih krugova svjedočili su visokoj razini pravoslavne i druge kulture u Zaporoškoj Republici. U državi se nalazio veliki broj osnovnih škola u odnosu prema broju stanovnika, veći nego u tadašnjoj Poljskoj i Rusiji, što je jamčilo visoki stupanj obrazovanja kod šire ukrajinske populacije.
Njemački visoko obrazovani posjetitelj, 1720. je zabilježio svoje iznimne doživljaje vezane za sina hetmana Danila Apostola, koji nikada nije napustio Ukrajinu, a uz ukrajinski jezik tečno je govrio još 6 stranih jezika: latinski, talijanski, francuski, njemački, poljski i ruski. Hetman Ivan Mazepa je uspostavio prvu modernu Kijevsku akademiju, jedinstvenu među cjelom pravoslavnom populacijom.
Ivan Mazepa je također uspostavio i prestižno Černjigivsko sveučilište, a 1737. godine u Gluhivu je osnovana Muzička akademija u kojoj su se učili mnogi ukrajinski, ali i ruski glazbenici, između ostalih Dmitro Stepanovič Bortnjanskij i Maksim Sozontovič Berezovskij. U Zaporoškoj Republici su se školovali mnogi ukrajinski, ruski i drugi intelektualci koji su kasnije najveće kulturne vrijednosti zapadne Europe prenosili u pomalo izoliranu Moskvu. Zaporoška Republika je predstavljala značajnu državu pravoslavnog svijeta.

## Društvo i vlada
Socijalna struktura Zaporoške Republike sastojala se od pet društvenih grupa: plemstvo, kozaci, kler, građani i seljaci. Ukrajinsko plemstvo je imalo većinu u tadašnjem ukrajinskom parlamentu Hetmanatu i ono je donosilo odluke u skladu s naprednim tada demokratskim standardima, do tada neviđenim u rigorozno autokratskoj Rusiji i mnogim manje demokratičnim zemljama zapadne Europe. Zaporoška Republika je po svome vojničkom i specifičnom demokratskom načinu vođenja političkih i društvenih poslova, predstavljala unikatnu europsku državu danas viđenu kao dom prve modenre demokracije u Europi.
Zaporoška Republika je bila podijeljena na vojno administrativne jedinice čiji je broj ovisio o veličini područja koje je bilo pod nadzorom. Godine 1649. lijeva i desna obala Zaporoške Republike je uključivala 16 vojno administrativnih jedinica. Nakon poljskih napada i gubitka dijela teritorija na zapadnoj obali, ostalo je 10 vojno administrativnih jedinica. Jedinice su bile naknadno podijeljene u satnije, koje je nadzirao zapovjednik. Vrhovno političko tijelo Hetmanat ili Vrhovna Rada je bila predvođena hetmanom, njegovim kabinetom, dva savjetodavna vijeća, Generalnim vijećem i Vojnim vijećem.

## Vanjske poveznice
- Славне Військо Запорозьке - Адріан Кащенко (ukr.)  Arhivirana inačica izvorne stranice od 23. veljače 2009. (Wayback Machine)
- Hetman state or Hetmanate (Hetmanshchyna) (eng.)
- The Left-Bank Hetmanate (eng.)  Arhivirana inačica izvorne stranice od 7. lipnja 2011. (Wayback Machine)